# Limnotilapia
Limnotilapia is een monotypisch geslacht van straalvinnige vissen uit de familie van de cichliden (Cichlidae).

## Soorten
- Limnotilapia dardennii (Boulenger, 1899)